# Gustav Wilhelm Taube von der Issen
Gustav Wilhelm Taube von der Issen (12. Märzjul. / 23. März 1715greg.; 12. Oktoberjul. / 23. Oktober 1775greg.) war ein livländischer Landespolitiker.

## Leben

### Herkunft und Familie
Friedrich Wilhelm war Angehöriger des Stammhauses Etz-Issen derer von Taube. Seine Eltern waren der Gutsbesitzer und Kapitän Reinhold von Taube (1679–1757) und Anna Helene, geborene von Liphart (1690–1753). Er vermählte sich in erster Ehe mit Christine Elisabeth, geborene von Venediger (1725–1756), und in zweiter Ehe mit 1760 mit Anna Elisabeth, geboren Freiin von Budberg, verwitwete von Koskull. Aus erster Ehe ist der Sohn Friedrich Wilhelm Taube von der Issen (1744–1807) hervorgegangen.

### Werdegang
Taube avancierte in der Kaiserlich Russischen Armee bis zum Major. In Livland war er im Besitz der Landgüter Heringshof und Schadenhof (bis 1761), Hessenhof (1745–1761), Friedrichshof (seit 1740) und Schloss Lemburg (seit 1761). Er war Ordnungsrichter und von 1759 bis 1775 livländischer Landrat. Zur Krönung Katharinas II. in Moskau war er Delegierter der Ritterschaft. 1775 übernahm er vikarisch die Stellung des Landmarschalls.